# 両備A.P.プライベート投資法人
両備A.P.プライベート投資法人（りょうびエーピープライベート）は、東京都千代田区にある投資法人（私募リート）。スポンサーは両備ホールディングス及びA.P.リアルティ。

## 概要
資産運用会社は、A.P.キャピタル株式会社が90%、両備ホールディングス株式会社が10%出資する、A.P.アセットマネジメント株式会社である。
投資対象は、住居、オフィス、商業施設、物流施設、ホテル、ヘルスケア施設、保育施設等で総合型である。地方創生がテーマであり、投資地域は「地方中核都市」（人口30万人以上の都市と定義）に30%以上、東京圏（東京都、埼玉県、千葉県、神奈川県）に30％以上とし、地方中核都市のうち中四国地域は35%以上としている。
運用開始から5年後に資産規模450億円を目標としている。

## 沿革
- 2020年（令和2年）1月22日 - 設立企画人（A.P.アセットマネジメント株式会社）による投信法第69条に基づく設立の届出
- 2020年（令和2年）1月27日 - 投資法人の設立（投信法第166条に基づく設立の登記）
- 2020年（令和2年）2月10日 - 投信法第188条に基づく申請
- 2020年（令和2年）2月26日 - 投信法第187条に基づく内閣総理大臣による登録（登録番号 関東財務局長 第149号）
- 2020年（令和2年）3月26日 - 運用開始[4][5]（取得金額89億円[2]）
- 2021年（令和3年）12月6日 - 4物件（不動産信託受益権）を追加取得。取得物件のうち1つは、岡山市の杜の街グレースオフィススクエア」（区分所有）[3]。
- 2022年（令和4年）12月6日 - 5物件（不動産信託受益権）を追加取得。資産規模約250億円[6]

## ポートフォリオ
保有物件の一例
- 杜の街グレースオフィススクエア（区分所有）
- 保育園[7]

## 投資主
- 芙蓉総合リース - 100口（2022年3月）[8]
- 三井住友ファイナンス&リース - 30口（2022年3月）[9]